# سرطان الخصية
سرطان الخصية هو السرطان الذي ينمو في الخصية، وهي جزء من الجهاز التناسلي الذكري.
تشير الإحصاءات في الولايات المتحدة أن ما بين 7500 و 8000 تشخيص سرطان الخصية تحدث كل سنة. تشير الإحصاءات أنه على مدار عمر الإنسان تكون نسبة الإصابة بسرطان الخصية بنسبة 1 في كل 250 شخص (0.4 ٪). ويشيع انتشاره أكثر في الرجال من عمر 15 سنة إلى 40 سنة؛ لا سيما لمن هم في منتصف العشرينات. يعدّ سرطان الخصية من أكثر معدلات السرطانات التي يمكن علاجها، وذلك بنسبة تزيد على 90 %؛ خصوصاً إذا لم يتم انتشاره في الجسم. حتى بالنسبة للحالات القليلة نسبياً في السرطان الخبيث الذي انتشر على نطاق واسع، فإن العلاج الكيميائي يمكن أن تصل نسبة نجاحه إلى 85 % يومياً. فلا تعدّ كل الكتل على الخصيتين أورام، وليس كل الأورام تعدّ خبيثة؛ هناك ظروف أخرى عديدة مثل تحصي دقيق (microlithiasis)، وتكيس البربخ ، وتذييل الخصية (بؤرة للـمورجاني (Morgagni)، وهكذا والتي يمكن أن تكون مؤلمة ولكنها غير سرطانية.

## الانتشار والتوزيع
ينتشر سرطان الخصية بنسبة كبيرة بين الرجال القوقازيين ونادر حدوثه بين الرجال من أصول إفريقية. ولا يُعدّ شائع في آسيا وأفريقيا.
تضاعفت الإصابة في جميع أنحاء العالم منذ عام 1960، مع أعلى معدلات الانتشار في الدول الإسكندنافية وألمانيا ونيوزيلندا.
تضاعفت الإصابة بين الأفارقة الأمريكيين من عام 1988 إلى 2001 بالانحياز تجاه ورم منوي. تشير زيادة نقص الأهمية في حدوث المراحل الأولى من سرطان الخصية خلال هذا الإطار الزمني أن الزيادة الكلية لم تكن نتيجة زيادة الوعي بهذا المرض.
على الرغم من شيوع سرطان الخصية بين الرجال الذين تتراوح أعمارهم بين 15-40 سنة، فإن له ثلاث قمم: الرضاعة وحتى سن الرابعة و teratomas والأورام كيس الصفار، الذين تتراوح أعمارهم 25-40 سنة في مرحلة ما بعد البلوغ الأورام المنوية و الأورام غير المنوية، وابتداء من سن 60 و الأورام المنوية.
يعدّ ورم الخلية الجرثومية في الخصية هو أكثر أنواع السرطان شيوعا لدى الرجال الشبان الذين تتراوح أعمارهم بين 15 و 35 عاماً.
وهناك عامل خطر رئيسي لتطور سرطان الخصية هو اختفاء الخصيتين (عدم نزول الخصيتين). وأنه يعتقد عموما أن وجود ورم يمكن أن يساهم في اختفاء الخصيتين، عندما يرتيط حدوث اختفاء الخصيتين بالورم إذاً يرجح أن يكون الورم كبير. ومن عوامل الخطورة الأخرى الفتق الإربي، والنكاف، والتهاب الخصية. يرتبط النشاط البدني بانخفاض الخطر أما نمط الحياة المستقرة يرتبط بزيادة الخطر. كما يرتبط ظهور علامات الذكور في وقت مبكر بزيادة الخطورة. ويمكن أن تعكس كل هذه الهرمونات الداخلية أو البيئية.

## العلامات والأعراض
غالباً ما يمكن أن تكون كتلة الخصيتين محسوسة أي يمكن لمسها. وبما أنه من الممكن علاج سرطان الخصيتيين عند اكتشافه في المراحل الأولى (يمكن أن تلاقي المرحلة الأولى نسبة نجاح بمعدل 98 %)، فيوصي الخبراء بفحص الخصيتيين الشخصي شهرياً بعد الاستحمام الدافىء، عندما يكون الصفن أكثر مرونة. ويجب على الرجل أن يختبر كل خصية، للشعور بكتل تشبه البازلاء. ويجب أن يكون ملمس الخصية الطبيعية ناعم. يمكن الشعور بنتوءات بسبب توسع الأوعية الدوية أو نمو ورم. وبالإضافة إلى ذلك يمكن أن يكون ملمس الخصية جامد ومتكور. توصي فرقة الخدمات الوقائية بالولايات المتحدة USPSTF) توصي بعدم الفحص الروتيني للكشف عن سرطان الخصية في المراهقين والبالغين الذين لا تظهر عليهم الأعراض.
قد تشمل الأعراض واحد أو أكثر من العوامل التالية:
- وجود تورّم في خصية واحدة أو حدوث تصلّب في واحدة من الخصيتين.
- حساسية غير طبيعية (إما خدر أو ألم).
- فقدان النشاط الجنسي أو الاهتمام.
- انسحاب الرغبة الجنسية.
- الإحساس بحرقان، خاصة بعد ممارسة نشاط بدني.
- تراكم السوائل في كيس الصفن أو التثنيك المهبلية، المعروف باسم القيلة
- ألم ممل في أسفل البطن أو الفخذ، وأحيانا يوصف بأنه إحساس "ثقيل"
- آلام أسفل الظهر.
- زيادة أو نقص ملحوظ، أو نقص مفاجئ في حجم واحدة أو كلا الخصيتين. يمكن أن يزيد حجم الخصية المتورّمة بقدر 3 أضعاف حجمها الأصلي. وفي الوقت نفسه يمكن أن تنكمش الخصية الأخرى، وذلك نظراً لأن الورم يستهلك غالبية الدم الواصل إلى كيس الصفن.
- وجود دم في السائل المنوي.
- الضعف العام والشعور بالتعب.

يمكن تقييم أي ورم محسوس في كيس الصفن عن طريق الموجات فوق الصوتية، والتي يمكن لها أن تحدد بالضبط مكان وحجم وبعض خصائص الورم، مثل التكيّس مقابل الصلابة، والتجانس مقابل الاختلاف، والتقيّد بحدة مقابل التعريف الضعيف. يقيم مدى انتشار المرض بواسطة الأشعة المقطعية التي تستخدم لتحديد الانبثاث. كما تستخدم اختبارات الدم أيضا لتحديد و قياس علامات الورم الخاصة بسرطان الخصية. والعلامات النموذجية التي تستخدم لتحديد هذا المرض هي AFP ألفا 1 فيتو بروتين، وبيتا-HCG، و إنزيم نازع لهيدروجين اللاكتات. يتم التشخيص عن طريق إجراء استئصال الخصية أربية، والاستئصال الجراحي الكامل للخصية مع هياكل البربخ الملحقة والحبل المنوي؛ يتم تقييم العينة المسحوبة من قبل طبيب أخصائي أورام. لا يجب عمل الخزعة، ذلك أنها تزيد من نسبة خطورة انتشار الورم داخل كيس الصفن. والسبب الذي يجعل استئصال الخصية الإربية هي المضلة هو أن النظام الليمفاوي لكيس الصفن يرتبط بالأطراف السفلية وأما الخاص بالخصية فيرتبط بخلف الصفاق. من المحتمل أن تترك الخزعة عبر الصفن أو استئصال الخصية خلايا سرطانية في كيس الصفن وتنشأ حاملين لانتشار السرطان، في حين أنه في حالة استئصال الخصية الإربية تكون الجذور خلف الصفاق هي الموجودة فقط.

## التشخيص

صورة مجهرية (عالية التكبير) لورم منوي. صبغة H&E

تعدّ الحقائق الأساسية في التشخيص للمريض بسرطان الخصية هي كتلة في جوهر الخصية. ويجب أن يثير وجود التوسع في جانب واحد من الخصية مع أو بدون ألم في سن المراهقة أو الشباب الذكور البالغين القلق لسرطان الخصية.
يمكن حدوث تشخيص غير صحيح في بداية الفحص في أكثر من 25 % من المرضى بأورام الخصية مما قد يؤدي إلى تأخير في العلاج أو اتباع نهج دون المستوى الأمثل (شق الصفن) للاستكشاف.
- التهاب البربخ أو التهاب البربخ والخصية.
- قيلة دموية.
- دوالي الخصية.

يتطلّب التشخيص التفريقي لسرطان الخصية فحص الأنسجة التي تم الحصول عليها من عيّنة استئصال الخصية الإربية. يُفضّل استخدام استئصال الخصية بدلا من الخزعة عبر الصفن ، للحد من مخاطر التسرب وبالتالي انتشار الورم، في حالة ما إذا كان الورم خبيث. وبالنسبة لاستئصال الخصية، يفضل استخدام نهج الجراحة الإربية.

## التحكم في المرض
قبل عام 1970، كان مُقدّراً للشاب المصاب بسرطان الخصية بالتدهور السريع للمرض ومن ثم الوفاة بسبب انتشار المرض داخله. أما حالياً، فعلى الرغم من حدوث من 7000 إلى 8000 حالة جديدة من سرطان الخصية في الولايات المتحدة سنوياً؛ فمن المتوقع أن يموت حوالي 400 رجل فقط. ويرجع معظم هذا التحسّن إلى العلاج بالمواد المساعدة.
ونظراً لمخاطر انتشار المرض اللاحقة، يمكن تقديم العلاج المساعد بعد العمليات الجراحية للمريض بعد استئصال الخصية. ويعتمد نوع العلاج المساعد بشكل كبير على أنسجة الورم ومرحلة التطور وقت الجراحة. ويساهم هذان العاملان في خطر تكرار الحدوث، بما في ذلك انتشار المرض.
يمكن أن يشتمل العلاج المساعد على العلاج الكيميائي والعلاج الإشعاعي أو المراقبة الدقيقة من قبل الأشعة المقطعية وفحوصات الدم المتكررة من قبل أطباء الأورام.

## تصنيف المرض
على الرغم من أن سرطان الخصية يمكن أن يستمد من أي نوع من الخلايا الموجودة في الخصيتين، إلا أن أكثر من 95 ٪ من سرطانات الخصية تكون أورام من الخلية الجرثومية. أما معظم الـ 5 % الباقية تكون أورام أنسجة الحبل التناسلي الجنسية المشتقة من خلايا لايديغ البينية، خلايا سيرتولي. وبالتالي، يكون التركيز في التشخيص على أي ورم في خلية جرثومية هو الموجود. ويكون التشخيص السليم ضروري لضمان العلاج الأكثر فعالية والأقل ضررا. ويمكن القيام بذلك، إلى حد ما، عن طريق اختبارات الدم لعلامات الورم، ولكن التشخيص التفريقي يتطلب فحص عينة من الأنسجة من قبل الطبيب المختص.

### تصنيف مراحل المرض
يتم تصنيف ورم الخصية بعد إزالته من قبل الطبيب الأخصّائي وفقاً لتصنيف TNM للأورام الخبيثة كما تم نشره في تدريج AJCC اليدوي للسرطان، حيث يصنّف هذا المرض عل كونه واحد من ثلاثة مراحل (التي يكون لها مراحل فرعية)، ولا يوجد علاقة بين حجم الورم في الخصية والمرحلة.  وبصفة عامة، فإن مراحل سرطان الخصية هي على النحو التالي:
- المرحلة الأولى: يظل السرطان مستوطن في الخصية.
- المرحلة الثانية: يشمل السرطان الخصيتين وينتشر إلى خلف الصفاق و/أو العقد الليمفاوية مجاور للأبهر (العقد الليمفاوية تحت الحجاب الحاجز).
- المرحلة الثالثة: يشمل السرطان الخصيتين وينتشر أسفل خلف الصفاق والعقد الليمفاوية مجاور للأبهر. وتنقسم المرحلة الثالثة إلى مراحل فرعية في المرحلة غير ضخمة الثالثة والمرحلة الضخمة الثالثة.[5][5]
- المرحلة الرابعة: إذا كان هناك ملحقات في الكبد أو الرئة.

### الأنسجة
يتم تصنيف سرطان الخصية بعد إزالته من قبل الطبيب الأخصّائي على حسب أنسجته.

#### أورام الخلايا الجرثومية في الخصية، حسب التردد
تحتوي على المواد التالية:
- 40 ٪ مختلط (عادة ما يكون ورم مسخي زائد واحد آخر)
- 35 % ورم منوي

( ورم جرثومي الخصية)
- 20 ٪ سرطان الأجنّة
- 35 ٪ ورم مسخي (نقية)
- <1 ٪ المشيمة
- ورم جيوب البربخ
- ورم الغدد التناسلية.

أيضا : أورام خلية داخل الأنبوب الجرثومية (مرحلة الوضع الطبيعي لأورام الخلية الجرثومية).

#### أورام الخلايا غير الجرثومية في الخصية
- أورام الحبل أنسجة الحبل التناسلي الجنسية (في الغالب تكون حميدة).

#### الأورام الثانوية في الخصية
- سرطان الغدد الليمفاوية
- تسلل سرطان الدم للخصية
- الأورام الانتقالية (البروستاتا والرئة GI، والكلى، وسرطان الجلد) [6]

## المُعالَجَة
هناك ثلاثة أنواع أساسية للعلاج وهي الجراحة، والعلاج بالإشعاع والعلاج الكيميائي.
يقوم بالجراحة أخصائي المسالك البولية؛ أما العلاج بالإشعاع فيقوم به أطباء الأورام؛ والعلاج الكيميائي يعدّ عمل أطباء الأورام. تقدم المملكة المتحدة حقن للأولاد في المدارس الثانوية.
يتم علاج المرض بسرعة كبيرة مع أقل مدة لوجود اعتلال في معظم حالات الإصابة بسرطان الخصية.

### الجراحة

#### Orchiectomy
في حين أنه من الممكن في بعض الحالات إزالة الورم من الخصية في حين ترك وظيفية الخصية، فإن هذا لا يحدُث تقريباً على الإطلاق، حيث أنه عادة ما تحتوي الخصية المُصابة على خلايا سرطانية سابقة منتشرة خلال الخصية كلها. وبالتالي فإن إزالة الورم وحده بدون أي معالجات إضافية يزيد من خطورة تكوّن سرطان آخر في هذه الخصية. وبما أنه يمكن لخصية واحدة أن تعزز الخصوبة وإنتاج الهرمونات والوظائف الرجالية الأخرى، لذا فإنه غالباً ما يتم استئصال الخصية المصابة تماماً بطريقة تسمّى استئصال الخصية الأربية (في الغالب لا يتم استئصال الخصية قط من خلال كيس الصفن؛ يتم إجراء شقّ تحت خط الحزام في المنطقة الإربية) وعلى الأخص، فمنذ أن استئصال الورم وحده لا يزيل الخلايا المتسرطنة الموجودة في الخصية، فإنه من المفضّل عادة إزالة الخصية كاملة للوقاية من أي ورم آخر. وهناك استثناء معقول يمكن أن يكون في حالة إصابة الخصية الثانية بسرطان في وقت لاحق.

#### تشريح خراج العقد الليمفاوية (RPLND)
في حالة الأورام غير المنوية والتي يظهر أنها المرحلة الأولى، يمكن إجراء جراحة على خراج العقد الليمفاوية (في عملية منفصلة) لتحديد بدقة ماذا كان السرطان في المرحلة الأولى أو المرحلة الثانية للحد من مخاطر سرطان خلايا الخصية الخبيث التي يمكن أن ينتشر إلى العقد الليمفاوية أسفل البطن.
وتسمّى هذه الجراحة باسم تشريح خراج العقد الليمفاوية (RPLND). ومع ذلك، فبالرغم من وجود هذا النهج في أماكن عديدة، خصوصاً في الولايات المتحدة، فإنه خارج دائرة الاهتمام بسبب تكاليفه وتطلب مستوى عالي من الخبرة لأداء هذه الجراحة. ويمكن أن يأخذ طبيب المسالك البولية الكثير من الحذر في حالة الرجال الذين لم ينجبوا أطفال، للحفاظ على الأعصاب المشاركة في القذف.
يختار العديد من المرضى المراقبة، حيث لا يتم القيام بمزيد من الجراحة إلّا إذا أظهرت الخصية عودة السرطان مرة أخرى. هذا النهج يحافظ على نسبة شفاء عالية نظرا للدقة المتزايدة لتقنيات الرقابة.
يمكن القيام بجراحة العقد الليمفاوية أيضاً بعد العلاج الكيميائي لاستئصال الكتل المتخلفة، خصوصاً في حالات السرطان المبدئي المتقدم أو الأورام غير المنوية الكبير.

### العلاج الإشعاعي
يمكن أن يستخدم الإشعاع لعلاج سرطان ورم منوي المرحلة الثانية، أو كعامل مساعد علاجي (وقائي) في حالة المرحلة الأولى الأورام المنوية، للتقليل من احتمال أن تكون صغيرة، والأورام غير المعروفة الموجودة وسوف تنتشر (في الإربية والعقد الليمفاوية الشبه أبهرية). لا يستخدم العلاج الإشعاعي أبداً كعلاج أولي لورم غير منوي.

### العلاج الكيميائي
تزايد استخدام العلاج الكيميائي كعلاج مساعد بديل للعلاج الإشعاعي في معالجة ورم منوي، لأنه يبدو أن العلاج الإشعاعي له آثار جانبية أكثر خطورة على المدى الطويل (على سبيل المثال، تندب الداخلية، وزيادة مخاطر الأورام الخبيثة الثانوية، إلخ.).
يتم تناول جرعتين أو أحيانا جرعة واحدة من الكربوبلاتين كل ثلاثة أسابيع ويدل ذلك على نجاحه كعلاج مساعد، مع معدّلات تكرار في نفس معدلات الموجودة في العلاج الإشعاعي. ومع ذلك، لا توجد بيانات على المدى الطويل على كفاءة الكربوبلاتين كعلاج مساعد في هذا الإعداد. وحيث أن الورم منوي يمكن أن تتكرر بعد عقود من الورم الرئيسي، فيجب على المرضى الذين يتلقّوا العلاج الكيميائي أن يظلوا متيقّظين ولا يعدّوا أنهم شفيوا تماماً بعد خمسة سنوات من العلاج.
العلاج الكيميائي هو العلاج القياسي لغير ورم منوي عندما كان السرطان قد انتشر إلى أجزاء أخرى من الجسم (أي، بنك الاستثمار الدولي أو المرحلة الثالثة). المعيار هو بروتوكول العلاج الكيميائي أو ثلاثة أو أربعة أحيانا، جولات من بليومايسين -- إيتوبوسيد -- سيسبلاتين (أفضل الممارسات البيئية). هذا العلاج تم تطويره من قبل الدكتور لورنس اينهورن في جامعة إنديانا  كبديل لذلك، تقل فعالية العلاج ينطوي على استخدام أربع دورات من إيتوبوسيد -- سيسبلاتين (الجيش الشعبي).
في حين أن نجاح العلاج يعتمد على المرحلة، فإن متوسط معدل البقاء على قيد الحياة بعد خمس سنوات ما يقارب 95 ٪، والمرحلة الأولى حالات السرطان (إذا رصدها على نحو ملائم) أساسا لها بنسبة 100 ٪ لمعدل البقاء على قيد الحياة (والذي هو السبب في اتخاذ تدابير فورية، عندما سرطان الخصية هو احتمال، أمر في غاية الأهمّية).

## الإجراءات بعد العلاج

### المراقبة
تكون المراقبة الدقيقة على الأقل سنة في المرحلة الأولى لأمراض السرطان التي لا يكون لها علاج مساعد (وقائي) مهمة جداً، ويجب أن تشتمل على تحاليل الدم (في حالات الأورام غير المنوية) والأشعة المقطعية (في كل الحالات)، للتأكد مما إذا كان انتشر السرطان في الجسد (انتشر إلى أجزاء أخرى من الجسم). وللمراحل الأخرى، ومن أجل تلك الحالات التي كان يستخدم فيها العلاج الإشعاعي أو العلاج الكيميائي، يختلف مدى الرصد (التجارب) على أساس الحالات، ولكن عادة ما ينبغي القيام بذلك لمدة خمسة سنوات (مع تقليل الكثافة). يجب عمل اختبارات الدم في العام الأول لكواشف الورم وذلك شهريا، ثم التقليل لمرة واحدة كل ثلاثة أشهر في السنوات التي تليها. وينبغي عمل أشعة مقطعية مرة كل ثلاثة أشهر في السنة الأولى وتتناقص لمرة واحدة كل ستة أشهر بعد ذلك. يعدّ كلاً من التكلفة العالية للاشعة المقطعية والخطر النسبي للإشعاع عوامل تجري في الندرة النسبية التي يتم إجراء الاختبارات معها. يتم تعمل الأشعة المقطعية على البطن (وأحيانا الحوض) في حين أنه يفضل عمل الأشعة السينية على الصدر من أجل الرئتين حيث أنها تعطي تفاصيل كافية مشتركة مع معدل خطأ- موجب أقل وجرعة إشعاعية أصغر كثيراً.

### الخصوبة
يمكن أن يعيش رجل مع الخصية الواحدة المتبقية حياة طبيعية، وذلك لأن الخصية المتبقية تأخذ على عاتقها إنتاج هرمون تستوستيرون وعموما سوف تكون الخصوبة كافية.  ومع ذلك، فإنها تستحق (مصغر) حساب قياس مستويات الهرمون قبل إزالتها، ويمكن أن يكون بنك الحيوانات المنوية مكان ملائم للشباب الذين ما زالوا يخططوا لإنجاب الأطفال، حيث أن الخصوبة يمكن أن تقل مع إزالة واحدة من الخصيتين، ويمكن أن تتضرر بشدة إذا كان العلاج الكيماوي و/ أو العلاج الإشعاعي يتم القيام به على شكل موسع.
أقل من خمسة في المئة من أولئك الذين لديهم سرطان الخصية سيصابوا به مرة أخرى في الخصية المتبقية. وسيكون على الرجل الذي فقد كل من الخصيتين أن يتناول مكملات هرمونية (على وجه الخصوص، التستوستيرون، والذي يتم إنشاؤه في الخصيتين)، وسوف يكون عقيما، وخلاف ذلك يمكن أن يعيش حياة طبيعية.

### الأسباب الوراثية
تمتلك معظم أورام الخلية الجرثومية في الخصية الكثير من الكروموسومات، وأغلب الأحيان تكون ثلاثي الصيغة الصبغية إلى رباعي الصيغة الصبغية يوجد الأيزو كروموسوم 12p (الذراع القصير لكرموسوم 12 على كلا من جانبي السنرومير) في حوالي 80 % من سرطانات الخصية، وأيضاً فإن السرطانات الأخرى عادة ما تنطوي على مادة زائدة من ذراع الكرموسوم هذا خلال آليات أخرى من التضخيم الجيني.

## في الحيوانات
يحدث أورام الخصية أيضا في الحيوانات. في الحصان، وتشمل أورام الخلية البيفرجية وتيراتوماس. عادة، يمكن إيجاد السابق الفحل كبير السن (يمكن أن تصبح الفحول المتأثرة وحشية للغاية، مما يشير إلى الإنتاج المفرط للالاندروجين)، وهذه الأخيرة وجدت في الخيول الصغيرة وهي كبيرة.

## الروابط الخارجية
- سرطان الخصية : بقاء السامي مع العلاج المبكر
- المعهد الوطني للصحة المعلومات وصلات
- سرطان الخصية مركز الموارد
- فهم سرطان الخصية من مجلس السرطان أستراليا
- سرطان الخصية في المملكة المتحدة نهس نسخة محفوظة 2 أكتوبر 2017 على موقع واي باك مشين.